# Design italien
L'expression Design italien se réfère à toutes les formes de design industriel inventées et fabriquées en Italie, y compris la conception d'intérieur, l'urbanisme, le stylisme et les projets architecturaux.

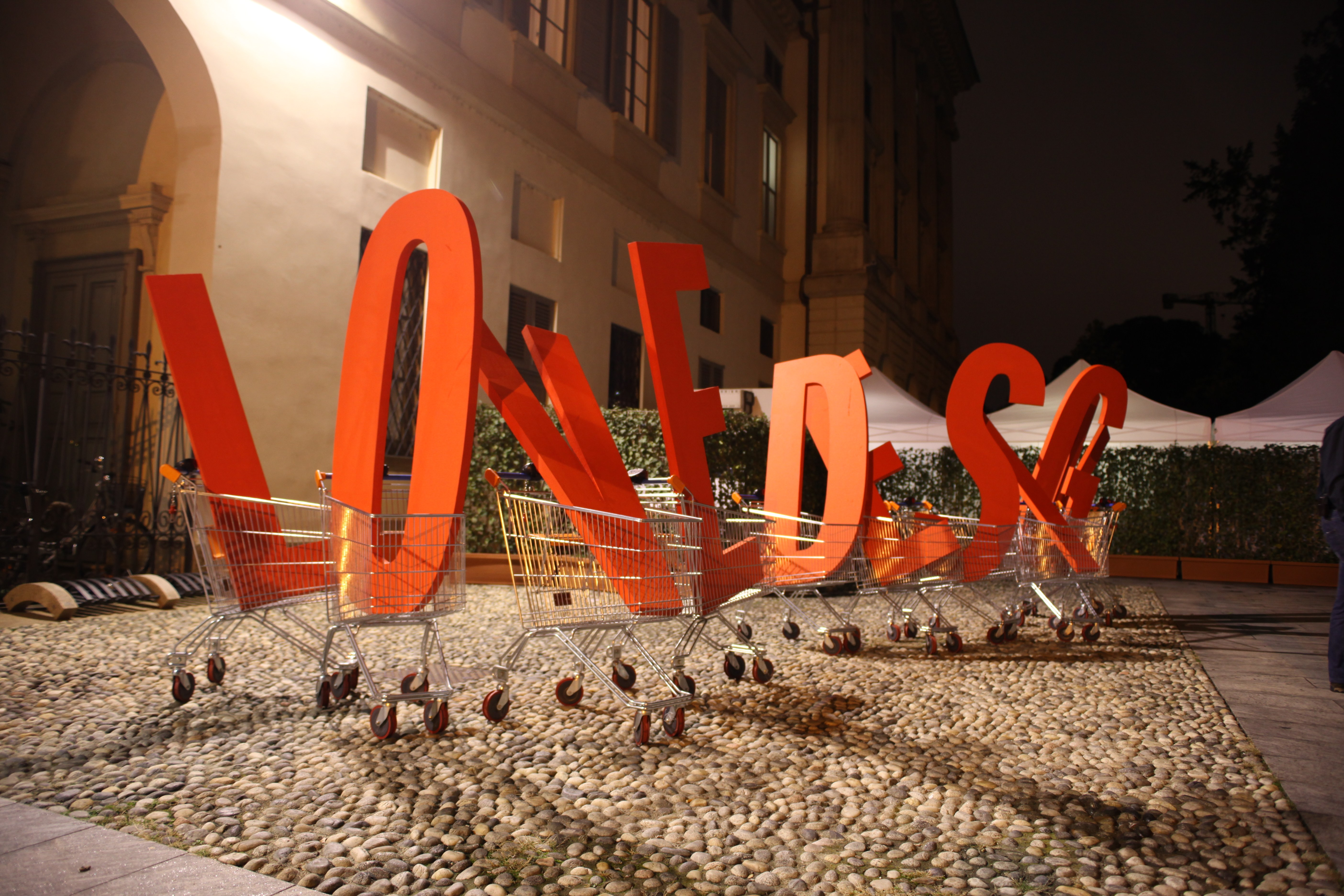
Love design : grande exposition du design promue conjointement par l'Association italienne pour la recherche contre le cancer (AIRC) et l'Association pour le design industriel (ADI).

## Historique
Habituellement, le terme « design » est associé à l'ère de la révolution industrielle qui est arrivée en Italie avec un décalage par rapport aux autres pays européens, dans un contexte caractérisé par la condition politique et géographique divisée du XIXe siècle en Italie.
Après l'unification de l'Italie, en dépit de la lente consolidation de l'industrie cotonnière et des usines, surtout dans le nord, il n'y a pas de réelle industrialisation du pays avant 1870-1880. Toutefois, durant cette période, des foires de pays, puis de ville, des expositions, la création d'écoles spécialisées et l'« alphabétisation graphique » ont commencé à voir le jour.
Par exemple, l'Exposition italienne de 1861 qui se tient à Florence, est liée aux tissus et aux produits alimentaires, tandis que celle de Milan de 1881 met l'accent sur la construction mécanique et les grandes constructions navales et ferroviaires; à Turin, en 1898, les nouvelles applications électroniques émergent et en 1902 arrive l'avant-garde Art Nouveau (Stile Liberty) avec ses expressions florales. À l'Exposition de Milan de 1906, la transformation industrielle italienne se montre avec des machines-outil.
Deux grands pas en avant sont faits pour lier l'enseignement, la recherche et les possibilités de la production industrielle :  la loi Casati sur l'instruction publique de 1859 et la fondation, en 1863, de l'École polytechnique de Milan. En 1885, le panorama didactique italien de la « culture appliquée » était composé des « écoles d'arts et métiers », des « écoles d'art appliqués à l'industrie » et des « écoles spéciales » avec des buts plus spécifiques. À l'occasion de l'Exposition universelle de 1906 qui se tient à Milan de 1906, la Società Umanitaria organise un concours pour l'ameublement de la maison ouvrière ; cela marque le commencement de la considération pour l'industrie comme capable de répondre aux besoins de la classe ouvrière qui apparaît pour la première fois sur le marché de la consommation.
Avec l'exposition de Turin de 1902, se marque l'expansion internationale de la culture du design italien. Le « Liberty » italien, est cependant limité, mais si certains s'y distinguent de manière exceptionnelle tels que Carlo Zeno, Eugenio Quarti, Carlo Bugatti et Ernesto Basile.
Malgré le décollage industriel de la période de Giovanni Giolitti (1889-1915), le cadre de l'industrie internationale était tellement consolidé qu'il était impensable que l'Italie avait toujours des problèmes d'industrie des matières premières. Ainsi, vers 1910, l'Italie crée un axe alternatif, avec la voiture et l'avion. C'est l'une des caractéristiques du design italien : la recherche et l'expérimentation dans la diversification typologique, allant même «au-delà du marché». C'est durant cette période que naissent FIAT (1899), Lancia (1908) et l'A.L.F.A. (1910, qui deviendra Alfa Romeo en 2007), même si la voiture reste un sport et du luxe, au moins jusqu'en 1912, lorsque est construite la Fiat Type Zéro. Dans l'aviation, la construction artisanale de coques en bois développées depuis 1879 par Enrico Forlanini, conduit en 1909 au premier cours d'aéronautique à l'École polytechnique de Milan. En ce qui concerne l'aspect de la compétitivité, Gianni Caproni forme en 1916 le consortium Caproni-Fiat-Ansaldo. Avec l'explosion de la Première Guerre mondiale, le produit industriel italien, surtout dans le domaine des transports, doit vérifier sa valeur et longévité, mais sans abandonner le côté artisanal pour favoriser la production industrielle. Dans ce contexte, la culture du projet du génie civil émerge.
Au cours de période futuriste, Giacomo Balla et Fortunato Depero, en 1915, rédigent la proclamation de la Reconstruction futuriste de l'Univers, qui étend ses exigences internes de renouvellement au monde du mobilier. Balla conçoit et construit de ses propres mains une chambre d'enfant pour sa fille Elica, qu'il prolonge par la suite par une salle de séjour, les deux étant décorées avec des lignes suggérant la vitesse. La couleur est l'élément dominant au Bal Tic Tac de Rome (1921), tandis que dans la galerie futuriste Casa d'Arte Bragaglia, les meubles semblent échappés des toiles des artistes, justement futuristes.
Francesco Cangiullo permet de passer à une conception du mobilier qui embrasse l'idée du vivre vite, avec des techniques de construction simples et rapides. La maison futuriste Zampini d'Ivo Pannaggi, construite entre 1925 et 1926 apparaît comme une synthèse du mouvement De Stijl, plutôt qu'un nouvel « intérieur futuriste ». Les intérieurs de Nicola Diulgheroff révèlent, entre 1928 et 1936, l'emploi de tuyaux en métal chromé et courbés d'influences modernistes.
Selon Antonio Gramsci :« Les futuristes ont eu la compréhension nette et claire que notre époque, l'ère de la grande industrie, de la grande ville au travail, de la vie intense et tumultueuse, devait avoir de nouvelles formes d'art, de philosophie, d'habitudes, de langage. » (Antonio Gramsci, « Marinetti rivoluzionario? » (1921), in I. Gherarducci, Il futurismo italiano, a cura, Rome, Editori Riuniti, 1975)

### 1900 - 1924
Après la déclaration de guerre contre l'Autriche, le 24 mai 1915, les commandes de l'état à l'industrie nationale augmenté de manière exponentielle pour fournir l'armée avec des fusils, armes, véhicules et les vêtements : la production d'automobiles augmente de plus de 100 % à 20 000 unités par an (en 1914, elle était 9 500), et la production d'électricité double. L'industrie sidérurgique enregistre aussi une augmentation significative des demandes. Ont également augmenté les augmentations de capital des sociétés : ainsi, Fiat a augmenté le sien de 17 millions en 1914 à 200 millions en 1919, malgré le processus inflationniste. Durant cette période, la production est largement contrôlée par quelques groupes tels que FIAT (avec Giovanni Agnelli), de la Bernocchi (avec Antonio Bernocchi), de la SADE (avec Vittorio Cini), Pirelli (Alberto Pirelli) et la Falck (avec Giorgio Enrico Falck).
Entre 1922 (l'année de la Marche sur Rome) et 1929, l'Europe et les États-Unis connaissent une situation économique favorable. En 1929, la production industrielle a enregistré une hausse de 50 % par rapport aux données de 1922. Dans ce contexte, des initiatives viennent pour promouvoir la conception du meuble de maison, comme la Biennale des arts décoratifs dirigée par Guido Marangoni en 1923 à la Villa Reale de Monza.
En 1922, nait le mouvement artistique Novecento, formé dans le salon de Margherita Sarfatti. Ce mouvement artistique met l'accent sur la peinture, mais ne tarde pas à influencer la conception des intérieurs et du mobilier. Parmi les représentants de cette tendance, on trouve les architectes Gio Ponti, Giovanni Muzio, Giuseppe De Finetti, Alberto Alpago Novello, les peintres Mario Sironi, Achille Funi, Leonardo Dudreville, Anselmo Bucci, Gian Emilio Malerba, Peter Marussing et Ubaldo Oppi et l'écrivain Massimo Bontempelli. Dans le court roman de 1926 de Bontempelli 522 : Récit d'une journée, la voiture (Fiat 522) devient un sujet littéraire, ainsi que le symbole de la nouvelle modernité industrielle.
C'est à l'architecte Gio Ponti, en collaboration avec Emilio Lancia, que l'on doit le projet de mobilier Nova Domus (1928-1929) conçu pour le grand magazine milanais La Rinascente, avec l'intention de renouveler l'image des meubles et accessoires de la maison de la classe moyenne.
La Troisième Biennale de Monza en 1927 et la quatrième triennale a eu lieu grâce à Antonio Bernocchi, tenues également à Monza avant le transfert à Milan, attestent du dépassement du style rustique, les architectes de la tendance Novecento émergeant en tant que créateurs du mobilier nouveau. Pour la cinquième Triennale, le Palazzo dell'Arte est construit par Giovanni Muzio.

### 1930 - 1940

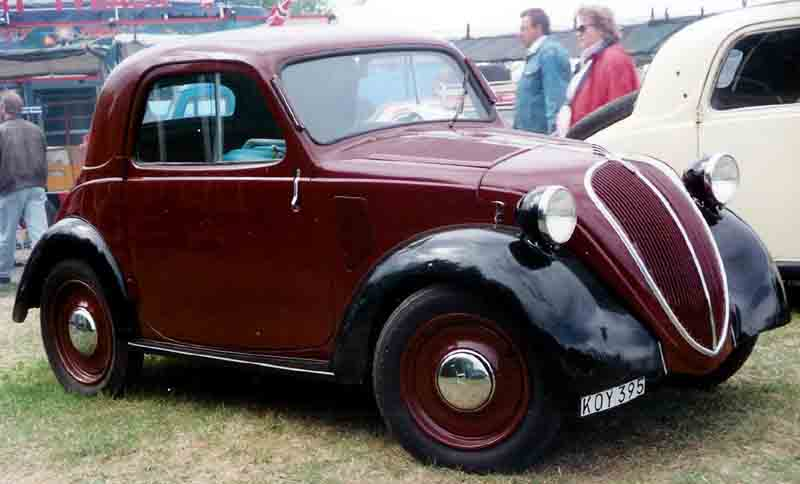
Fiat Topolino

À la fin des années 1920, Fiat est capable de produire 36 000 unités par an, en utilisant comme modèle de production le taylorisme américain. Ce modèle d'inspiration devient réalité avec la Fiat 500 A Zéro (1934), mieux connue comme la Topolino, de Dante Giacosa [13]. Elle remplace après deux ans la Fiat 508 Balilla, voiture de moyenne cylindrée qui a contribué à la diffusion en masse de l'automobile en Italie.
Déjà en 1926, la Lancia Lambda se caractérise par une structure tubulaire légère et un haut degré d'expérimentation et de qualité de production. Restant dans le domaine mécanique, des évolutions importantes se passent dans le domaine des machines à écrire (Olivetti), dans celui des équipements électriques et de la première radio (Magneti Marelli), et pour les machines à coudre Necchi.
En particulier, Olivetti, qui a été fondée en 1908 par Camillo Olivetti a connu un grand développement sous la direction de son fils Adriano Olivetti. En 1922, la société produit 2 000 machines à écrire, avec 200 travailleurs. Dès 1937, les travailleurs sont 1750, pour un total de 27 000 pièces produites en un an. En 1935, naît l'Olivetti Studio 42, œuvre d'Ottavio Luzzati, des architectes Figini et Pollini et de l'artiste Xanti Schawinsky, qui ont radicalement changé la forme de la machine à écrire, par le développement du corps à l'horizontale et la création d'un produit moins encombrant pour une utilisation à la maison comme au bureau.
Parmi les meilleurs exemples de design industriel, on trouve la calculatrice Summa du peintre Marcello Nizzoli. FIAT et Olivetti sont deux références fondamentales dans l'histoire de la naissance du design industriel italien. Mais la grande dépression de 1929 produit sur l'économie et la société italienne un impact profond et durable en Italie qui conduit à des changements substantiels dans les domaines économique et politique. L'État devient le propriétaire d'une partie considérable de l'industrie, et l'Institut de reconstruction industrielle (IRI) est fondé en 1933.
1936 est l'année de la sixième Triennale de Milan, qui a lieu au Palazzo dell'Arte dans le Parc Sempione. À cette occasion, l'esthétique rationaliste s'étend de l'architecture au domaine de la fabrication de meubles de "style". Le mobilier a également commencé à devenir un objet de production en série, thème qui verra un affrontement direct à la Triennale de Milan VII. Dans la décennie entre 1930 et 1940, le mobilier en tube chromé incurvé a été employé comme image de renouvellement de l'ambiance domestique. Toutefois, la production de meubles en métal se limite à quelques exemples d'auteurs, à cause, essentiellement, du coût de la construction, qui est le double de celui des meubles en bois. En outre, en 1937 l'utilisation du bois est interdite, ce qui développe l'utilisation d'alliages d'aluminium plus facilement accessibles. Le mobilier en tubes d'acier est néanmoins utilisé pour les bâtiments publics ainsi que les écoles et les hôpitaux, à quoi s'ajoutent les offices publics et les Casa del Fascio, comme celle construite à Côme en 1935-36 par Giuseppe Terragni où se trouvent des exemples du design italien comme la chaise Scagno ou la chaise Lariana, toujours en production aujourd'hui. Exemplatives de ce milieu de vie sont les pièces de Gabriele Mucchi, comme sa chaise longue ajustable de 1934.
Toujours au cours de cette période, l'industrie du verre, indépendante de l'importation de matières premières, a breveté une large gamme de produits, y compris le Termulux, Vetroflex et les verres de sécurité VIS et Securit VIS, qui, à la VI Triennale de Milan, sont utilisés dans les solutions expérimentales pour meubles et objets.
Ces années marquent aussi un développement de la conception de la radio, en partant du phonographe radio mobile basique de Figini et Pollens de 1933 au poste en verre de Franco Albini de 1938, en passant par le récepteur radio 575 à cinq lampes conçu pour Phonola par Luigi Caccia Dominioni, Livio et Pier Giacomo Castiglioni, présenté à la Triennale de Milan VII.
Le 10 juin 1940, l'Italie entra en guerre. Cette même année, Gio Ponti abandonne la direction de la revue Domus (fondée par lui en 1928) pour fonder la revue Le style dans la maison et dans l'ameublement pour Garzanti, qui donne au thème de la maison et du mobilier une dimension plus artistique et libre. Un an plus tôt, Franco Albini définit le salon de sa maison, où le prototype de la bibliothèque « voilier » en tensistruttura dialogue parfaitement avec les commodes d'époque.

### 1945 - 1965: le beau design italien

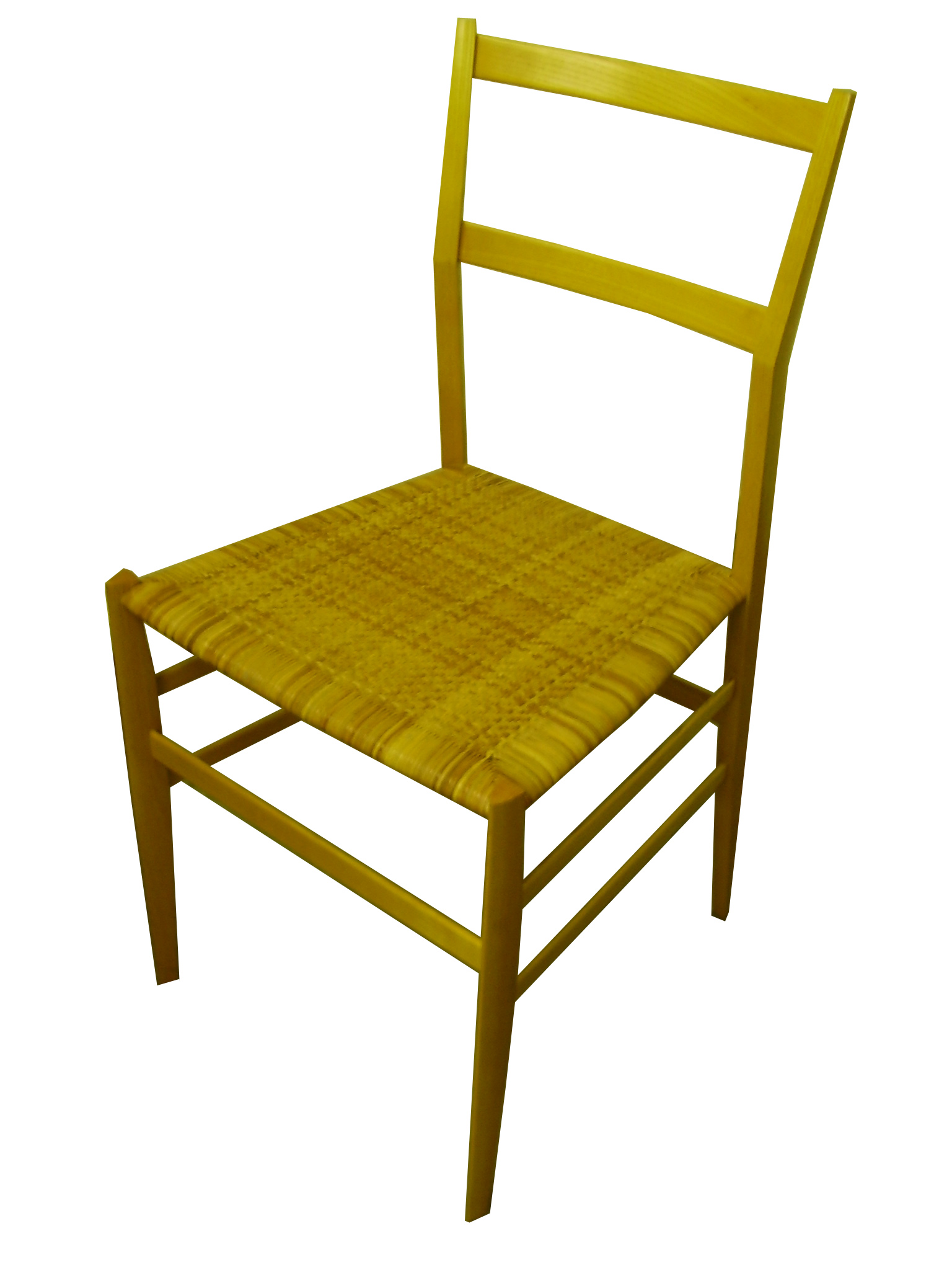
Gio Ponti, la chaise Superleggera

L'Italie, comme les autres pays européens, sort de la guerre en se trouvant devant la suprématie des États-Unis sur le marché mondial ; le gouvernement américain réussit à unir le marché international grâce à un soutien massif à l'Europe (concrétisé en Italie par le Plan Marshall en 1947), le dollar devient la monnaie de référence et le mode de vie américain la référence du monde occidental. En 1946, la Triennale de Milan organise l'exposition RIMA (Réunion des expositions de meubles italiens), où de jeunes architectes engagés dans la conception de meubles ou de logements pour particulier ont été invités à participer: s'y trouvait le BBPR et les architectes Ignazio Gardella, Charles De Carli, Vico Magistretti et Gabriele Mucchi, qui ont proposé un répertoire de meubles destinés à être produits en masse et conçu pour des maisons avec de petits espaces à exploiter de manière rationnelle.
En 1947, l'année de la Triennale de Milan VIII, la section mobilier est dirigée par Piero Bottoni, les curateurs en sont Franco Albini et Luciano Canella avec Anna Castelli Ferrieri, Ettore Sottsass et d'autres.
Le concepteur Gualtiero Galmanini après avoir marqué pour diverses productions et des projets avec Piero Portaluppi est sélectionné élu l'une des icônes architecturales de l'époque et choisi pour mener à bien le projet « escalier d'honneur » pour la VIIIe Triennale de Milan avec Luigi Pollastri.
Depuis 1948, lorsque, comme l'a noté François Burkhardt (International Golden Compass Award 2011): 
« les intellectuels ont perdu leur bataille avec les élections de 1948, et avec eux la possibilité d'un changement dans les lois foncières et d'une réorganisation de la communauté, les architectes détournent leur attention sur l'objet lui-même, qui devient ainsi porteur de sens et d'orientation.»
C'est à partir de cette année que le « Made in Italy » commence à connaître un succès international. C'est, cependant, deux ans plus tôt, en 1946, qu'est brevetée la Vespa V98 de Piaggio, par hélicoptère ingénieur Corradino D'Ascanio, qui marque le début de la réussite du scooter, un nouveau moyen de transport pour les déplacements sur distances courtes et moyennes. C'est en 1947, qu'apparaît sa rivale éternelle, le Lambretta d'Innocenti, conçu par Cesare Pallavicino et Pierluigi Torre.

#### Design et transport

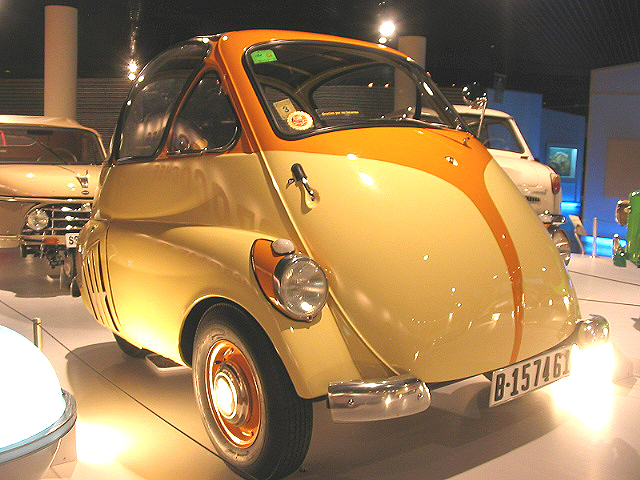
L'Isetta d'origine

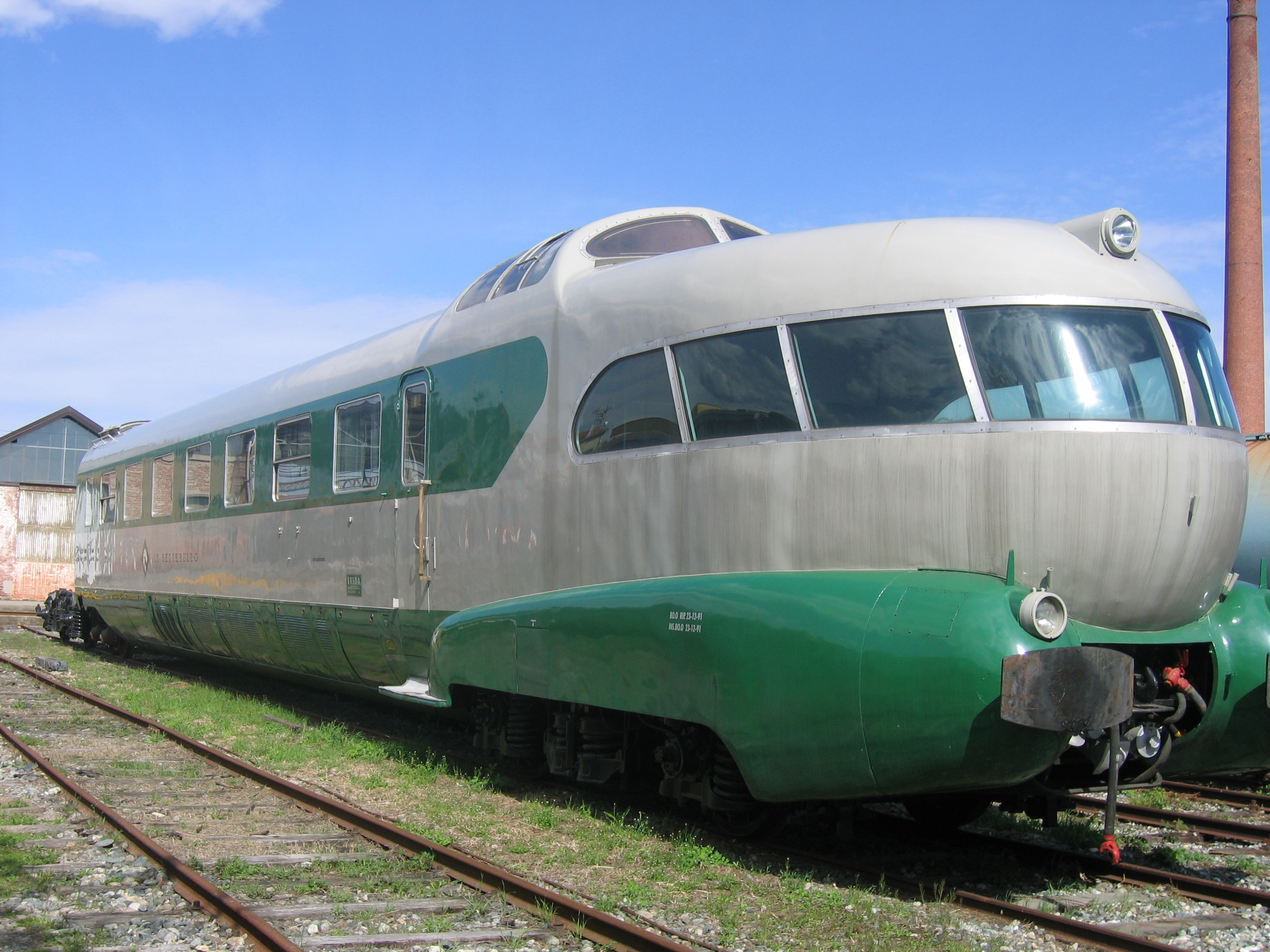
ETR302 à Codogno

En restant dans le monde du transport à courte distance, doit nécessairement être cotée le Garelli Mosquito, un petit moteur fixé à la bicyclette, et la mini-voiture à trois-roues Isetta d'Ermenegildo Preti, produite par Iso Rivolta en 1953.
Plus tard, en 1955, Dante Giacosa conçoit la FIAT 600, pour passer un an plus tard à la nouvelle 500, les deux véhicules qui remplacent la Topolino. Ce sont les années de la motorisation de masse, qui voient passer le taux des véhicules de 14 voitures pour 1 000 habitants à une voiture pour 17 habitants en 1962. En 1956, toujours des mains de Dante Giacosa, la 600 voit arriver une variante importante, la Multipla pour une nouvelle habitabilité.
En 1948, l'Officine Meccaniche demande à Renzo Zavanella de remettre en état une locomotive légère endommagée pendant la guerre. C'est à cette occasion que nait l'automotrice Belvedere, sur laquelle se trouve un toit panoramique qui devient une sorte de belvédère avec vue à 360 ° sur le paysage environnant. Toujours dans le domaine du design ferroviaire, l'ETR 300, mieux connu comme le Settebello (de Giulio Minoletti et produit par Breda depuis 1949), est devenu le fleuron des chemins de fer de l'État.
Ensuite arrivent les véhicules de transport aérien. Ignazio Gardella décore en 1960 la première carlingue du nouveau DC-10 d'Alitalia, conçue comme une salle de séjour confortable de la bourgeoisie, avec une table basse et des fauteuils en cuir et des boiseries avec des peintures et des lithographies métamorphosant l'art graphique de service. En ce qui concerne, cependant, le transport maritime, Salvatore Fiume dessine en 1953, les perspectives renaissances du salon du paquebot Andrea Doria (qui coulera le 26 juillet 1956), également caractérisé par un banc bar de Lucio Fontana. À l'inverse, Vincenzo Monaco et Amedeo Luccichenti travaillent à une œuvre contemporaine sur les grandes surfaces du paquebot Leonardo da Vinci (1958-59).

#### Design et électroménager
Les années 1950 marquent aussi la croissance du nombre d'appareils électroménagers dans les foyers italiens : les machines à laver augmentent de 72 000 unités en 1957 à 262 000 en 1961, les réfrigérateurs passent de 18 500 en 1951 à 370 000 en 1957, pour atteindre les 1 529 000 pièces dans les années 1960. Compte tenu de ces augmentations de production, le problème de la forme devient emblématique également dans le domaine technique, et pas seulement pour les meubles. Ceci est documenté, par exemple, pour la production par Olivetti de machines à écrire et calculer, étroitement liée au nom de Marcello Nizzoli, qui collaborait avec cette société depuis 1935. la machine à calculer électrique Divasumma (1956) est une de ses réalisations. Toujours de lui, la machine à coudre Mirella, dessinée par Necchi en 1957.
Les années 1950 sont la décennie de la croissance exceptionnelle de la diffusion de la télévision en Italie. Et c'est précisément le cas de la télévision Phonolo 17/18 de 1956, conçue par Berizzi, Butte et Montagni, pour l'entreprise Phonola, qui reprend la logique de conception utilisé par Franco Albini pour l'objet-radio (la technologie placé entre deux plaques de verre dans le concours de 1938) et par Luigi Caccia Dominioni et les frères Castiglioni pour le récepteur 547 à 5 lampes de 1940 déjà mentionné.
En 1953, naissent les lampadaires Imbuto et Monachella dessinés par Luigi Caccia Dominioni, également concepteur de la chaise Catilina en 1958.
L'ère du design de la télévision est inaugurée par Pierluigi Spadolini avec son Movision dessiné en 1954 pour RadioMarelli. Celle-ci est ensuite poursuivie par Franco Albini et Franca Helg dans le modèle à 23 pouces Orion pour Brionvega en 1961 conçoivent un écran sur une base en acier qui peut transformer l'image en suspension dans une solution, comme un objet en lévitation ayant une force d'expression caractéristique. Toujours pour Brionvega, Marco Zanuso dessine le modèle portatif Doney avec du plastique transparent entourant la partie technologique de l'appareil (une solution qui sera reprise en 1998 par le Britannique Jonathan Ive pour l'iMac d'Apple.
En 1960, les frères Castiglioni dessinent l'aspirateur Spalter pour la société REM, un objet de dimensions réduites pour être porté en bandoulière. Le carter de chauffe-eau devient aussi un objet d'étude pour des concepteurs tels qu'Alberto Rosselli, qui en dessine pour la société SIM en 1957. Mais c'est dans le monde de la machine à café que la conception de la « peau de l'objet » s'impose explicitement, comme la Pavoni de Gio Ponti, dessinée en 1949 pour la société éponyme.
Toutefois, depuis 1956, un afflux de nouveaux modèles de machines à café apparait, qui souligne le rituel du café dans les bars italiens, tout cela étant l’œuvre de la société La Pavoni en collaboration avec les revues Domus et Style et Industrie. C'est ainsi la naissance du modèle Diamante, dessiné par Bruno Munari et Enzo Mari pour La Pavoni (1956).
C'est aussi la décennie de la croissance des exportations de produits italiens, qui augmente de 257 % entre 1951 et 1961.

#### Expositions et récompenses

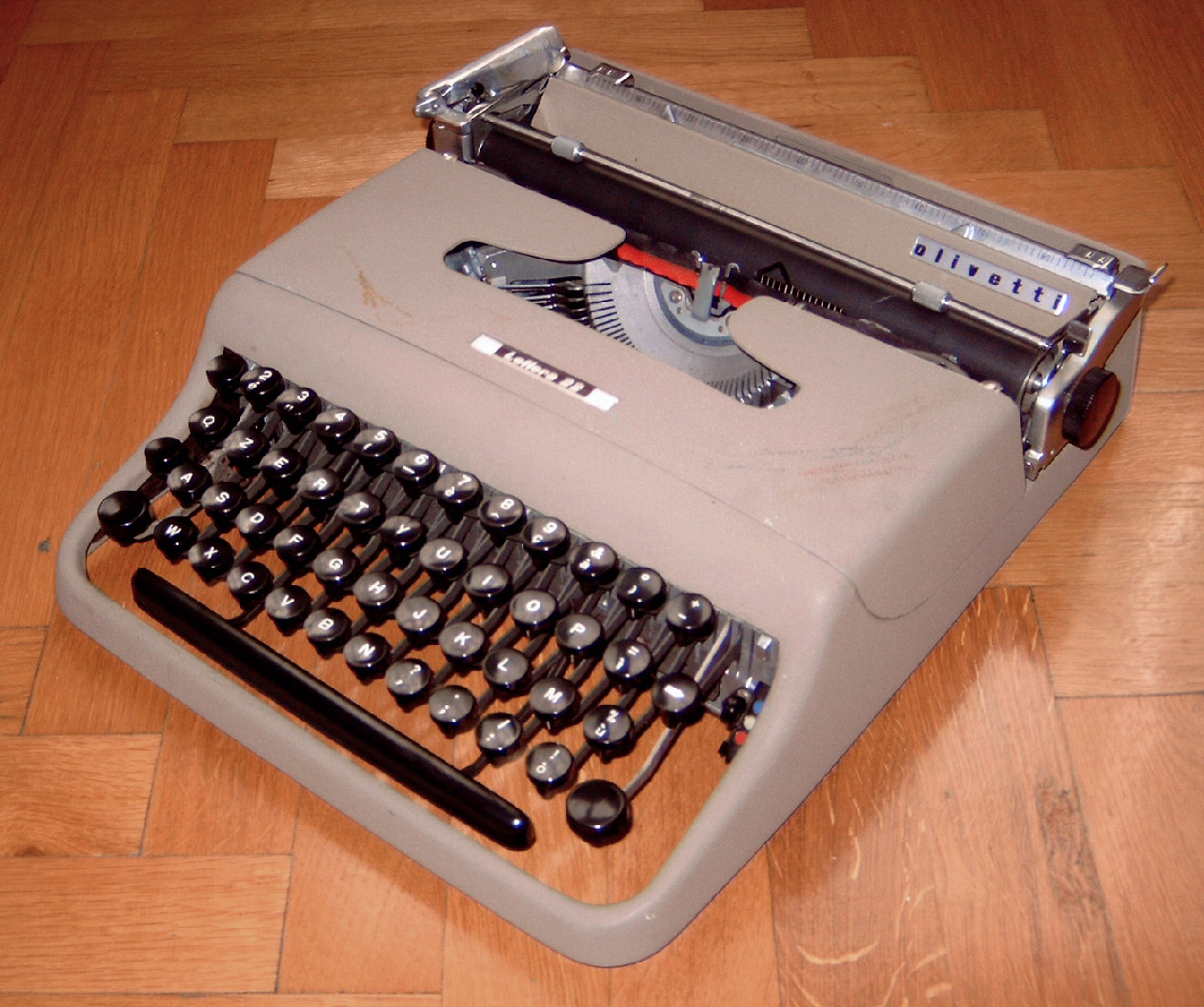
Olivetti, La Lettera 22.

1955 et 1958 voient l'inauguration à Londres de deux exposition sur le design italien, tandis que, en 1959, une autre exposition a lieu à l'Illinois Institute of Technology de Chicago. Dans ces expositions, le design italien est présenté sous tous ses aspects, des motos aux voitures et jusqu'aux pylônes métalliques des lignes à haute tension d'Edison. Mais le principal point de référence pour le design italien reste toujours la Triennale de Milan, qui voit en 1954 sa dixième édition. Cette même année, le Prix Compasso d'Oro est créé, parrainé par La Rinascente, gagné en cette première édition par quinze designers, dont Bruno Munari pour le jouet singe ZIZI  pour la firme Pigomma, Marcello Nizzoli pour la machine à coudre BU supernova dessinée pour Necchi et la machine à écrire portative Lettera 22 d'Olivetti.
En 1954, Lucio Fontana introduit le jeune industriel en mobilier Dino Gavina à la Triennale X pour y rencontrer Pier Giacomo et Achille Castiglioni, Carlo Scarpa et Luigi Caccia Dominioni, avec lesquels il va produire certaines des pièces les plus importantes de l'histoire du design italien.
La Triennale XI (1957) accueille l'exposition internationale de design industriel, parrainée par l'Association pour le Design Industriel (ADI), mais à côté du design industriel, la design de la maison et de son ameublement ont continué à se développer : c'est cette même année que Pier Giacomo Castiglioni et Achille Castiglioni annoncent leur programme de mélange entre histoire et modernité à l'exposition Colori e forme nella casa d'oggi (Couleurs et formes dans la maison d'aujourd'hui) qui a eu lieu de nos jours à la villa Olmo de Côme.
Les années 1960, entre autres choses, ont vu la réalisation de travaux importants d'architecture dans le nord de l'Italie : la Tour Velasca à Milan d'Ernesto Nathan Rogers et Enrico Peressutti, la Casa alle zattere de Jacopo Gardella à Venise, le Musée du trésor de la Cathédrale de San Lorenzo de Franco Albini à Gênes, la Bottega di Erasmo à Turin de Roberto Gabetti et Amaro Isola n'en sont que quelques exemples.

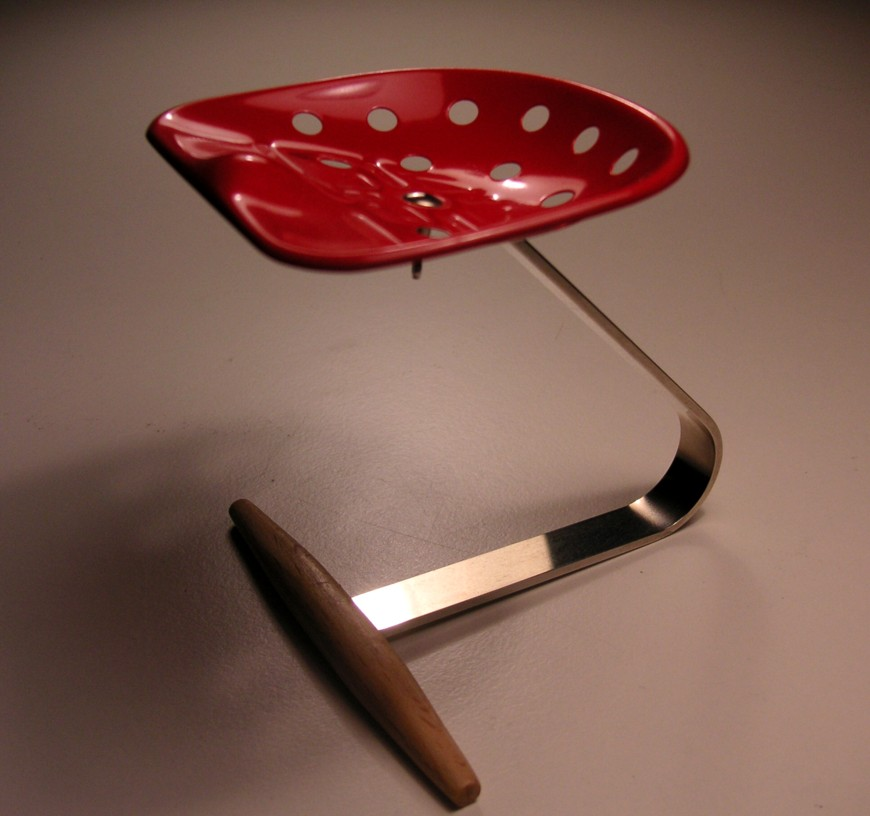
Tabouret Mezzadro (1957)

En 1960, l'exposition Nuovi disegni per il mobile italiano a lieu à l'Observatoire des arts industriels de Milan, au cours de laquelle sont exposés vingt et un meubles et douze lampes de jeunes architectes milanais. Parmi les participants à cette exposition, on trouve Aldo Rossi, Vittorio Gregotti, Gabetti et Isola, Guido Canella, Virgilio Vercelloni, Umberto Riva, Giotto Stoppino, Lodovico Meneghetti, Leonardo Ferrari, Sergio Asti et Gae Aulenti.
Dans cette période, plusieurs exemples de la production d'Achille Castiglioni existent : parmi ceux-ci, le tabouret Mezzadro avec une selle de tracteur, le tabouret à bascule Sella avec une selle de vélo (1957), la chaise Lierna (1960), la chaise Sanluca (1960), la lampe Splugen Brau (dessinée en 1961 pour le restaurant éponyme à Milan), les lampes Arco, Toio et Taccia (1962), la lampe Luminator (1957). À partir de cette période sont également des œuvres de Cesare Cassina, comme la chaise Carimate (1959).

### 1965 - 1975
Les années 1960 ont donc vu un développement du design italien.
De nouveaux matériaux sont introduits dans le domaine du design du mobilier, tels que le polyuréthane (synthétisé dès 1941 et utilisé pour le rembourrage) et les matières plastiques (prix Nobel de chimie attribué à l'allemand Karl Ziegler et l'italien Giulio Natta  pour « leurs découvertes dans le domaine de la chimie et de la technologie des polymères »), ces nouveaux matériaux permettent de passer de la production de meubles en atelier à la production en série en usine.
Durant cette période, il y a le plateau Putrella d'Enzo Mari (dessiné en 1958 pour la firme milanaise Danese), la lampe Chimera, dessinée par Ernesto Gismondi en 1966 pour la société Artemis qu'il a fondée deux ans avant, la bibliothèque Grifo d'Enzo Mari, dessinée par Dino Gavina et assemblable à l'infini (1966), également d'autres œuvres plus récente de Mari, comme la table Frate (1973), le canapé Daynight (1971), le siège Box 1971).

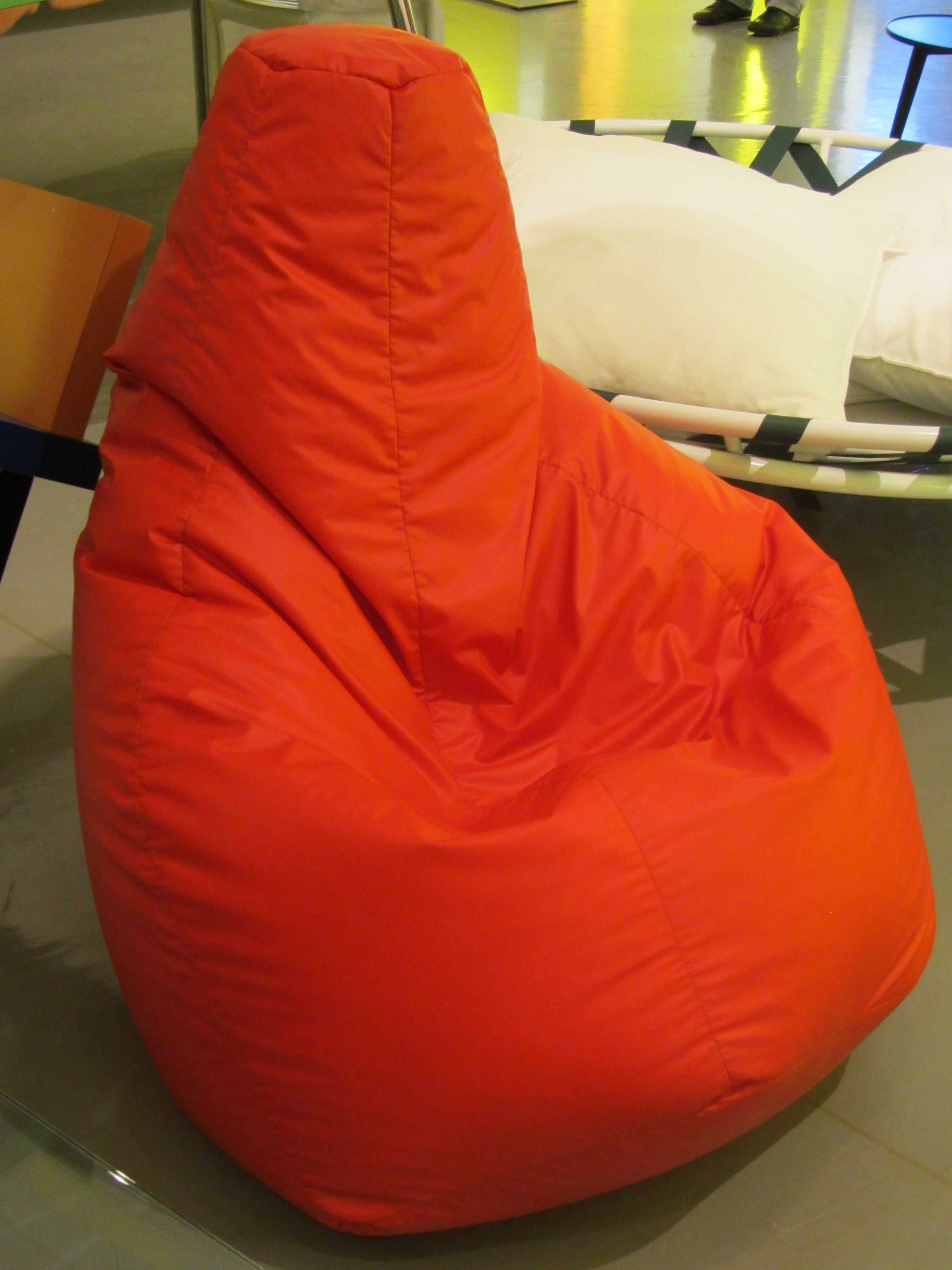
Sacco [1968]: Piero Gatti, Cesare Paolini, Franco Teodoro. Prix Compasso d'Oro en 2020.

Datent aussi des années 1960, les œuvres dessinées par Ettore Sottsass pour Olivetti, comme l'ordinateur Elea (1964), la machine à écrire Tecne 3 et la machine à écrire portative Valentine (1969). 1961 est l'année de la première édition du Salon international du meuble de Milan. 1968 est l'année de création du Sacco, de Piero Gatti, Cesare Paolini et Franco Teodoro, qui créèrent leur atelier d'architecture à Turin en 1965. Sacco a reçu le Prix Compasso d'Oro en 2020. 1968 est également l'année de La Mamma.
En 1958, Afra et Tobia Scarpa commencent à travailler dans le domaine du verre de Murano. En 1960, ils dessinent le canapé avec cadre en bois Bastiano pour Gavina et le lit en métal Vanessa. En 1970, ils remportent le prix Compasso d'Oro pour le fauteuil Soriana. D'autres de leurs projets sont les canapés Coronado (1966) et Erasmus (1973) et le lampadaire Papillona (1975).
En 1971, Cini Boeri dessine le canapé Serpentone pour Arflex, un canapé composé de lamelles de polyuréthane mises en côte à côte. 1987 est l'année du fauteuil en cristal Ghost (toujours de Boeri) dessiné avec Tomu Katayanagi pour Fiam.

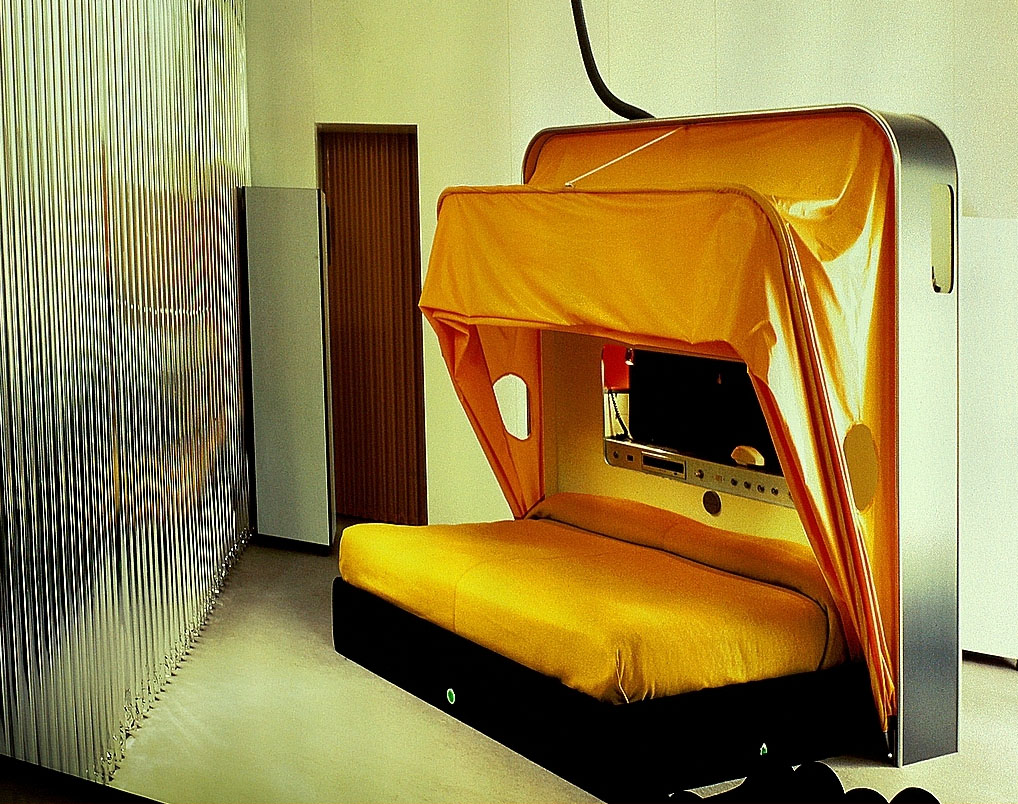
Cabriolet Bed de Joe Colombo

Joe Colombo et Bruno Munari sont d'autres créateurs de grande importance. Le premier a été formé à l'Académie des Beaux-Arts de Brera, il a remporté deux Prix Compasso d'Oro, et était un fan de jazz, tandis que le second crée en 1948 (avec Atanasio Soldati, Gillo Dorfles, et Gianni Monnet) le Movimento Arte Concreta. Parmi les œuvres de Colombo, la microcuisine Carrellone (1963), le Rotoliving (1969), le lit Cabriolet (1969) et la Total Furnishing Unit de 1971, qui propose le thème de la « capsule équipée » qui rend possible la notion de l'habitat compact. De Munari est aussi le singe en mousse Zizi, qui lui vaut le Prix Compasso d'Oro en 1954, la lampe Cubica, le cendrier Cube de 1958 et l'Espace Intérieur de 1971.
En 1968, a lieu la XIVe Triennale de Milan, où émergent les conceptions d'avant-gardistes du critique d'art Germano Celant en tant que conception radicale. Dans cette avant-garde, il y a notamment UFO, Archizoom Associati, Franco Raggi, Gaetano Pesce. Cette conception radicale oppose au produit design le « contre-design », comme une conception pratique et théorique capable de « dépasser le discours disciplinaire du design, à savoir la recomposition des contradictions sur le plan formel, la destruction de l'image habituelle du produit, refusant la libéralité de la correction formelle pour satisfaire les conditions obsolètes du «bon goût ».
En 1972, Emilio Ambasz organise au MoMA de New York a organisé l'exposition  Italy: The New Domestic Landscape. Achievements and Problems of Italian Design, où sont exposés des meubles (par exemple, le Sacco de Piero Gatti, Cesare Paolini et Franco Teodoro), des téléviseurs, des radios, des lecteurs de disques, des lampes. À cette occasion, nait la Kar-A-Sutra de Mario Bellini, qui devient le prototype de tous les monospaces ultérieurs . Cependant, cette exposition du MoMA marque la fin de la conception multicentrique italienne, qui va par contre affirmer sa primauté dans l'ameublement auquel il va être identifié dans les années suivantes, avec le label Italian design.
La quinzième édition de la Triennale de Milan a lieu en 1973 et présente l'Exposition internationale de design industriel organisée par Ettore Sottsass et Andrea Branzi. C'est à cette occasion que Giorgio de Chirico effectue la sculpture Les bains mystérieux, qui se trouve devant le Palazzo dell'Arte  (où se trouve aujourd'hui une copie, l'original ayant été déplacé au Museo del Novecento de Milan). La sculpture Hector et Andromaque de Chirico, qui se trouve aujourd'hui à Osaka, date également de cette année.

### 1975 - 1985
Grâce à Adriana et Alessandro Guerriero, le Studio Alchimia est fondé en 1976, auquel prennent part Ettore Sottsass, Alessandro Mendini, Lapo Binazzi, Franco Raggi et Michele De Lucchi. Un autre groupe essentiel de l'histoire du design italien est le Groupe de Memphis, fondé par Ettore Sottsass en 1981, auquel adhèrent Matteo Thun, Michele De Lucchi, Andrea Branzi, Marco Zanini, Aldo Cibic, George Sowden et Natalie du Pasquier, flanqués par des architectes tels Hans Hollein, Arata Isozaki et Michael Graves.
En cette période va arriver le succès de l'entreprise Alessi, fondée en 1921 et qui depuis 1980, a comme président président Alberto Alessi. Celui-ci, en 1983, fait appel à Alessandro Mendini en tant que consultant : naît la collection Tea & Coffee Piazza et la marque Officina Alessi qui, aujourd'hui comme alors, produit des éditions spéciales et des séries limitées, mais aussi des produits expérimentaux. 11 services à thé et à café sont conçus comme des petits bâtiments sur un plateau, en général une place symbolisant la ville, par Aldo Rossi, Michael Graves, Hans Hollein, Charles Jencks, Richard Meier, Robert Venturi, Stanley Tigerman, Òscar Tusquets, Kazumasa Yamashita, Alessandro Mendini et Paolo Portoghesi. C'est grâce à eux qu'Alessi est devenu synonyme de design post-moderne.
Un autre concepteur important travaillant pour Alessi est Stefano Giovannoni, deux fois vainqueur du Prix Compas d'Or, qui dessine des objets « amphibiens », où change le rapport entre fonction et forme. Par exemple, un objet spécifique à la cuisine devient un décor de la vie, comme le casse-noisette qui devient un écureuil ou des récipients pour le sel et le poivre qui deviennent deux cônes.

### 1985 - 2010

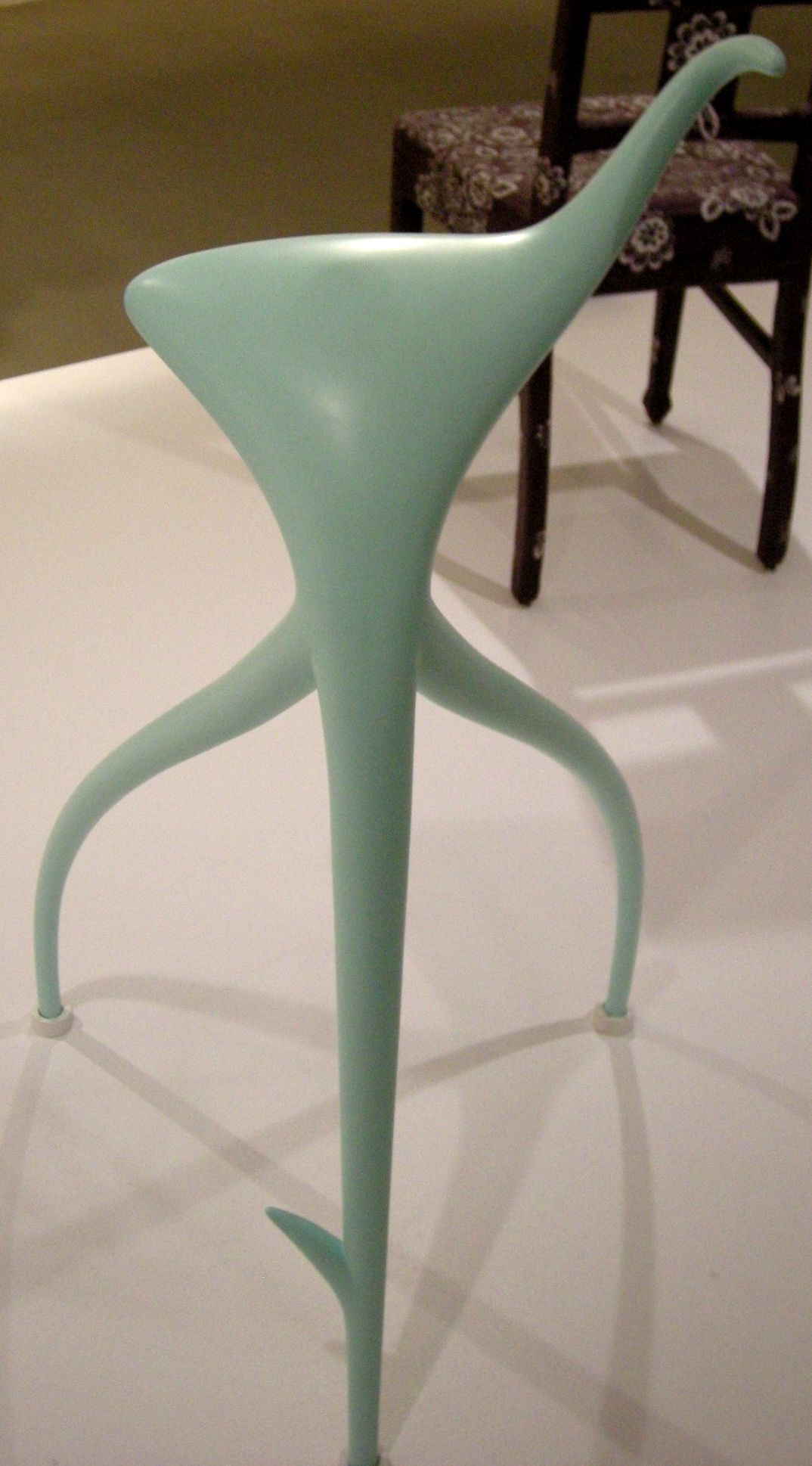
Philippe Starck, Tabouret W.W. Vitra, 1990

Après le deuxième choc pétrolier (appelé en Italie « crise énergétique de 1979 »), la structure territoriale de l'industrie italienne subit plusieurs modifications: le triangle industriel n'est plus le seul protagoniste du développement économique, mais de petites et moyennes entreprises des Marches, de Toscane, d'Émilie-Romagne et du Triveneto commencent à introduire des processus de production modernes en les combinant à de l'artisanat traditionnel. Durant cette période, le nombre de travailleurs dans le secteur tertiaire augmente, dépassant pour la première fois celui de l'industrie (46 % contre 40 %). L'inflation passe de 21,1 % en 1980 à 4,6 % en 1987 et permet la reprise de l'activité industrielle. C'est dans ce contexte que le Made in Italy devient partie prenante du nouveau développement économique: le marché international de la mode, le design et l'ameublement italien doivent devenir le nec plus ultra du goût.
Mais faire de bons produits ne suffit plus: il est devenu nécessaire de mettre en spectacle l'image de l'entreprise. Et c'est ce que tentent les catalogues et les publicités, sur le modèle du magazine Colors de Benetton, sous la direction de Oliviero Toscani.
En 1985, Henry Baleri présente le designer parisien Philippe Starck (le designer le plus célèbre de la fin du millénaire) à des entreprises comme Driade, Flos et Kartell. Et Driade deviendra une des premières entreprises d'objets design, avec Baleri Italia, à se consacrer à un niveau international aux contributions de designer à l'usage de tout le monde. Ainsi, sont de Starck la lampe Ara pour Flos conçue en 1988 et la brosse à dents pour Fluocaril en 1989.
D'autres architectes internationaux de cette période du Made in Italy sont Borek Sipek, Jasper Morrison, Toshiyuki Kita, Hannes Wettstein, Hans Hollein, Patricia Urquiola, les frères Campana ainsi que Zaha Hadid et Jean Nouvel pour Alessi et Sawaya & Moroni, Frank Gehry, Michael Graves et Bob Venturi pour Alessi, Mario Botta pour Artemide et Alias, Herzog & de Meuron pour Artemide.
Un exemple parmi d'autres de l'ouverture aux designers étrangers est celui de Cappellini, pour lequel œuvrent Shiro Kuramata, Jasper Morrison, Marc Newson et Tom Dixon. Comme Driade qui, sous la houlette d'Enrico Astori, vit à travers ses designers Borek Sipek, Toyo Ito, Ron Arad et Philippe Starck.
Sont conçus dans les années 1980, le fauteuil d'extérieur Doralice de Paolo Nava (1980), les sièges Teatro (1984) et Milano (1988) conçus par Aldo Rossi avec Luca Meda, la chaise Tonietta d'Enzo Mari (Prix Compasso d'Oro 1985), la lampe Costanza conçu en 1986 par Paolo Rizzato pour Luceplan, la table en marbre Rilievo d'Aldo Rossi en 1988 et le service à couverts Nuova Milano conçu par Ettore Sottsass pour Alessi (1987-1990), pour ne citer que quelques exemples de design de cette période.
En 1983, la XVII Triennale de Milan, organisée par Franco Raggi et Francesco Trabucco, expose Le case della Triennale (Les maisons de la Triennale), qui veut mettre l'accent sur la contribution du design à la configuration des espaces intérieurs. Parmi les nombreux participants à l'exposition, en particulier dans émergent en particulier Deganello Paolo et Alberto Magnaghi avec leur Maison commune, qui tente à encourager la socialisation, et Michele De Lucchi avec la Maison pour les vacances qui montre, dans une maison dans le cratère d'un volcan éteint, le discours de la friendly technology. Alors que Denis Santachiara propose, dans sa Maison onirique, la relation entre les nouvelles technologies et l'espace domestique. En 1987, François Burkhardt organise l'exposition Nouvelles tendances : les avant-gardes de la fin du XXe siècle à Paris, en présence de nombreux designers italiens.

### Le Design à Milan
En parlant de design italien, il est impossible de ne pas parler de Milan et de la Brianza (berceau historique de la production du mobilier design fabriqué en Italie). Dans cette zone, naissent des fonds de capital-investissement comme Charme (fondé par Luca Cordero di Montezemolo, avec qui il a acquis l'entreprise de mobilier Poltrona Frau) et Opéra du Groupe Bulgari.
Parlant du design à Milan, il n'est pas possible d'éviter de parler de l'industrie de la mode, qui voit Milan (suivie par Rome et dans une moindre mesure, Florence) comme Capitale de la mode. Et quelques stylistes ayant choisi Milan comme le siège de leurs entreprises se lancent aussi dans le domaine du design de meubles. Ainsi, Nino Cerruti a acquis et géré une entreprise leader dans la conception de meubles fabriqués en Italie, et Giorgio Armani a consacré toute une collection de meubles et d'accessoires à la zone de la maison, comme sont dessinés par le même créateur, les intérieurs de la tour Burj Khalifa construite entre 2008 et 2010 à Dubaï.

## Designers italiens
Voir aussi la catégorie Designers italiens.
Parmi les designers italiens les plus célèbres, il faut mentionner:
- Achille Castiglioni;
- Giannino Castiglioni;
- Pier Giacomo Castiglioni;
- Livio Castiglioni;
- Lino Sabattini;
- Gio Ponti;
- Bruno Munari;
- Carlo Mollino;
- Cesare Paolini;
- Carlo Scarpa;
- Dante Giacosa;
- Ettore Sottsass;
- Anna Castelli Ferrieri ;
- Richard Sapper;
- Gae Aulenti;
- Gaetano Pesce;
- Giorgetto Giugiaro;
- Joe Colombo;
- Pietro Frua;
- Vico Magistretti;
- Angelo Mangiarotti.

### En français
- Nally Bellati, Le nouveau Design italien, Paris, Pierre Terrail, coll. « Architecture », 1997  (ISBN 978-2879390161)
- Alessandra Burigana et Mario Ciampi, Les Designers italiens chez eux : Histoires et styles de vie des acteurs du Design italien, Paris, Verba Volant, 2006, 240 p.  (ISBN 978-1905216062)
- Giampiero Bosoni, trad. de Lise-Eliane Pomier, Design italien, Milan, 5 Continents, coll. « Moma Design », 2008, 159 p.  (ISBN 978-8874394807)

#### Presse
- Cédric Morisset et Marion Vignal, « 100 ans de design italien », L'Express Styles, no 3164,‎ 22 février 2012, p. 56 à 59

## Source
- (it) Cet article est partiellement ou en totalité issu de l’article de Wikipédia en italien intitulé « Design italiano » (voir la liste des auteurs).